# وستینگهاوس جی۳۴
وستینگهاوس جی۳۴ (انگلیسی: Westinghouse J34) که با نام وستینگهاوس ۲۴سی توسط کارخانه سازنده نام‌گذاری شده بود،یک موتور توربوجت توسعه داده شده توسط شاخه توربین‌های هوایی شرکت وستینگهاوس آمریکا است. این موتور در خلال دهه ۱۹۴۰ میلادی ساخته شد.